# Denominació d'origen protegida

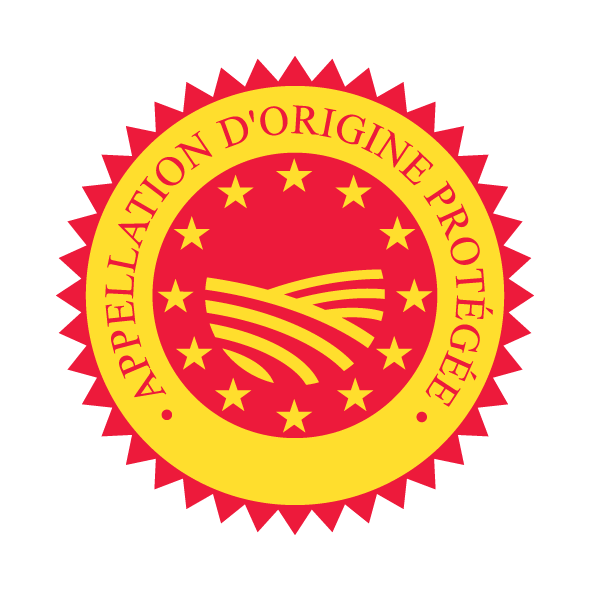
Logotip europeu de Denominació d'origen protegida

Una denominació d'origen protegida (DOP) és, segons la reglamentació de la Unió Europea, la indicació geogràfica d'una regió, localitat o país, que designa un producte agrícola o alimentari originari del lloc en qüestió, la qualitat o característiques del qual són degudes exclusivament o essencialment al medi geogràfic on es produeix compresos els factors naturals i els factors humans. La producció, l'elaboració i la transformació del producte s'han de realitzar a la zona geogràfica delimitada. Els requisits estan establerts pel Reglament (UE) núm. 1151/2012 sobre règims de qualitat de productes agrícoles i alimentaris.

## Reglamentació
La reglamentació és similar a la denominació d'origen, però s'exclouen els vins i les begudes espirituoses, excepte el vinagre de vi, ja que tenen la seva pròpia reglamentació europea com a VQPRD i Denominació Geogràfica, respectivament. Entre els productes protegits es troben: formatges, carn i derivats, fruites, verdures, cereals, pastisseria, olis i olives, espècies, mel i begudes no espirituoses.
Altres categories d'indicacions geogràfiques relacionades amb la DOP són:
- Indicació geogràfica protegida (IGP), quan només part de les qualitats són atribuïbles a l'entorn geogràfic.
- Especialitat tradicional garantida (ETG), quan es garanteix un producte o un procés tradicional, però no el seu origen.

Per a vins i begudes espirituoses no existeix la DOP sinó:
- Denominació d'origen (DO), vins segon el seu origen geogràfic i el seu procés d'elaboració
- Indicació geogràfica (IG), per a qualitats d'una beguda espirituosa (excepte vins i caves) atribuïbles a l'entorn geogràfic
- Denominació d'origen qualificada (DOQ), vins segons el seu origen geogràfic, el seu procés d'elaboració i el de comercialització. Un vi ha d'haver tingut una DO durant almenys deu anys per poder accedir a tenir una DOQ.

## Productes amb denominació d'origen protegida
- Catalunya:
  - DOP Avellana de Reus
  - DOP Formatge de l'Alt Urgell i la Cerdanya
  - DOP Mantega de l'Alt Urgell i la Cerdanya
  - DOP Oli Les Garrigues
  - DOP Oli Siurana
  - DOP Oli del Baix Ebre-Montsià
  - DOP Oli de Terra Alta
  - DOP Oli de l'Empordà[2]
  - DOP Arròs del Delta de l'Ebre
  - DOP Mongeta del Ganxet[3]
  - DOP Pera de Lleida
  - DOP Fesols de Santa Pau
- País Valencià:
  - DOP Arròs de València
  - DOP Carxofa de Benicarló
  - DOP Kaki Ribera del Xúquer
  - DOP Nespres Callosa d'en Sarrià

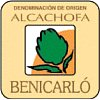
Denominació d'origen protegida Carxofa de Benicarló

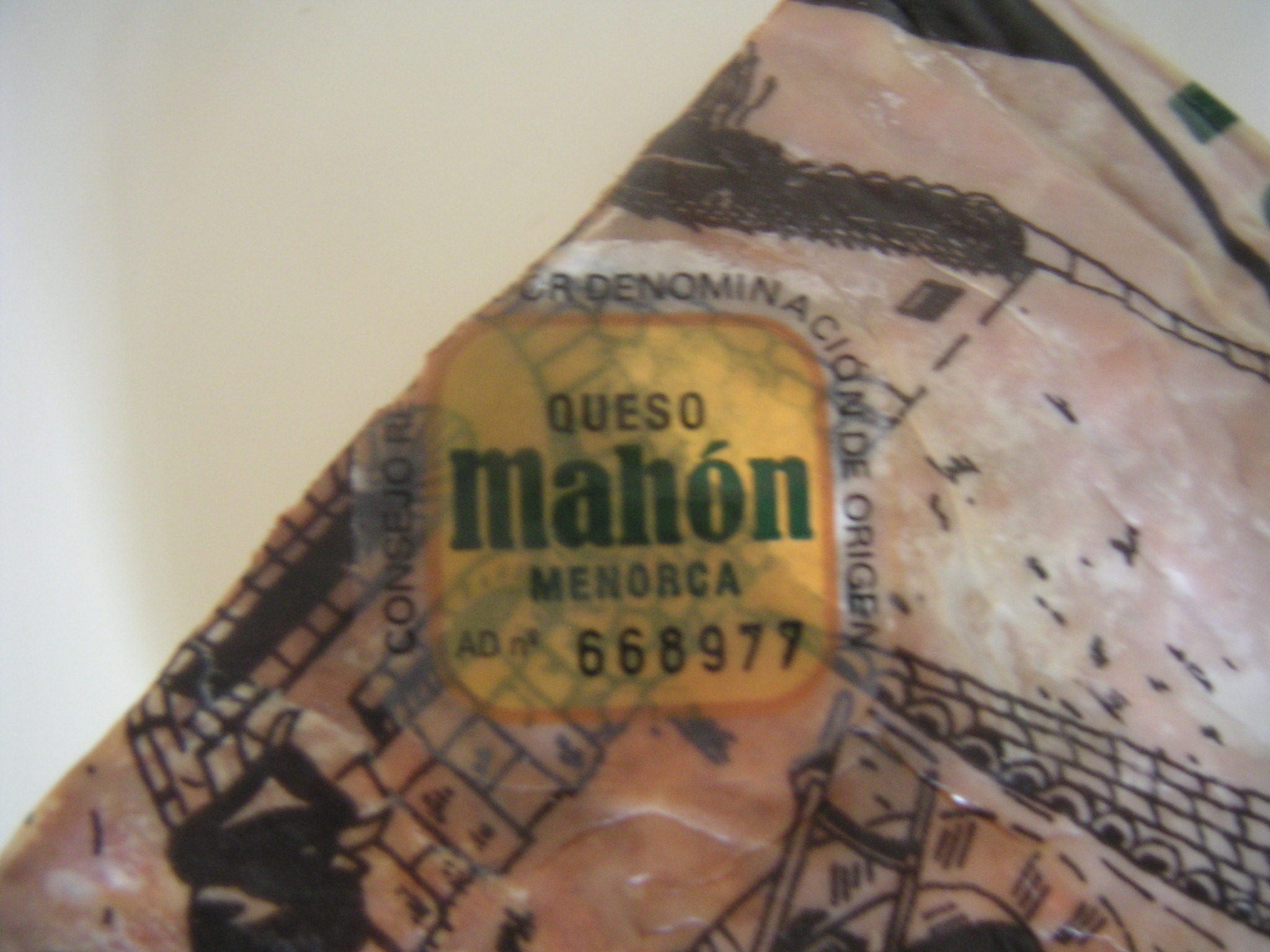
Denominació d'origen protegida Formatge Maó-Menorca

  - DOP Oli de la Comunitat Valenciana
  - DOP Raïm de taula embossat Vinalopó
  - DOP Xufa de València
- Illes Balears:
  - DOP Formatge Maó-Menorca
  - DOP Oli de Mallorca
- Món
  - DOP Massapà de Lübeck